# Dana (déesse)
Pour les articles homonymes, voir Dana.
Dana ou Danu ([ˈdanu]) est une déesse celtique de la fertilité, de la sagesse, de la magie druidique et de l'abondance. Particulièrement associée au Tuatha Dé Danann (signifiant en vieil irlandais : « Les Clans de la Déesse Dana »), la mythologie de Dana reste confuse car la figure qu'elle incarne fluctue selon les groupes celtiques.
Elle est généralement considérée comme la dénomination équivalente d'Anna et peut-être de Dôn. Décrite comme la mère des dieux de l'Irlande dans le Glossaire de Cormac au Xe siècle, elle est associée à Danand (en), fille de Delbáeth mentionnée dans le Lebor Gabála Érenn (IXe siècle) et mère de Brian (en), Iuchar et Iucharba, ou Brigit, femme de Tuireann et mère de Goibniu, Luchta et Credne Cerd.

## Étymologie et nom
Dana provient du mot Danu (génitif Danann) et correspond au nom de la divinité qu'emploie les Tuatha Dé Danann pour se nommer. Plusieurs théories concernent l'origine et la signification du nom de Dana. L'une d'elle la fait dériver du vieil irlandais dán qui exprime le talent, la compétence, le don,.
Une seconde hypothèse associe l'étymologie de Dana à celle de plusieurs rivières dont la dénomination dérivent de la racine indo-européenne *dánu- dont la signification pourrait exprimer l'idée de flux, de fluidité, de courant ou plus simplement la rivière. Cette racine se retrouve dans le Danube, le Rhône, le Dniestr et le Dniepr ainsi que d'autres sites qui jouent un rôle important dans les environnements où la culture et la langue celtique se développent.
Une autre hypothèse considère que le nom de Danu s'est formé depuis celui d'Anu et la phrase na trí dée dána désignant ses trois fils, une dernière relie son origine à celle de Dôn.
L'origine même du nom de Danu reste contestée puisqu'elle s'appuie sur une lecture de sources postérieures qui la nomment au travers des Tuatha Dé Danann. Cependant, les textes les plus anciens n'attribuent simplement pas de nom à la déesse. Le nom sous la forme Donann / Dannan n'apparait que vers le XIe siècle, mais il apparait au IXe siècle sous la forme Anu dans le Glossaire de Cormac. Danu est parfois également associé à une déesse aquatique des veda, rédigés en sanskrit, du nom de Danu elle aussi. Cependant ce lien est jugé linguistiquement peu probable.

## Mythologie
Dana incarne la figure de la fertilité et les attributs d'une déesse mère dont le culte est pratiqué sous différents noms depuis l'Europe de l'Est jusqu'à l'Irlande. On lui attribue également d'avoir allaité les dieux. L'étude étymologique souligne même que Dana est l'objet d'un culte particulièrement ancien associé à la rivière et qui pourrait avoir été à l'origine de nombreux autres cultes celtiques ainsi que d'influences dans le monde indien. En plus de son lien à l'eau et à la fertilité, on lui attribue également la sagesse, les connaissances et la magie, si bien qu'on la décrit sous l'apparence d'une bandrúi (femme druide). Cependant, plusieurs incohérences d'ordre linguistiques font également remettre en question l'authenticité et le caractère ancien de Dana, au point de la qualifier d'hypothèse mythologique. Les potentiels liens avec la déesse primaire Danu dans l'hindouisme sont particulièrement incompatibles.
La mythologie qui concerne Dana est contradictoire de par la figure qu'elle incarne et à laquelle s'associent plusieurs groupes,. Elle est particulièrement associée aux déesses Anu de la mythologie irlandaise et Dôn de la mythologie celtique brittonique,,. Elle est parfois associée à la déesse Brigit de par des attributs communs, cependant cette mention n'est attestée que dans une mantion du Glossaire de Cormac daté du Xe siècle. Elle est également associée à Diane, dans la mythologie romaine, dont le nom dérive ainsi que la date du calendrier qui lui est dédiée, le 15 août, avant son remplacement par la date de l'Assomption après la christianisation. Particulièrement associée aux Tuatha Dé Danann (les gens de la déesse Danu), ces derniers sont considérés comme une extension des pouvoirs de Dana, ou ses enfants,.
La mythologie qui entoure l'ascendance et la descendance de Dana reste confuse. Le Lebor Gabála Érenn l'associe à Danand (en), la fille de Delbáeth qui donne naissance à trois enfants : Brian (en), Iuchar et Iucharba,. Dans le Cath Maighe Tuireadh, les trois fils sont alors Goibniu, Luchta et Credne Cerd. Cette descendance incestueuse ne constitue pas un tabou dans la société celtique car Danu est davantage perçue comme la représentation de la terre fertile que comme la fille de Delbáeth. Les versions en font parfois la mère de Dagda, parfois la fille, parfois l'épouse,,.

## Lieux liés à Dana

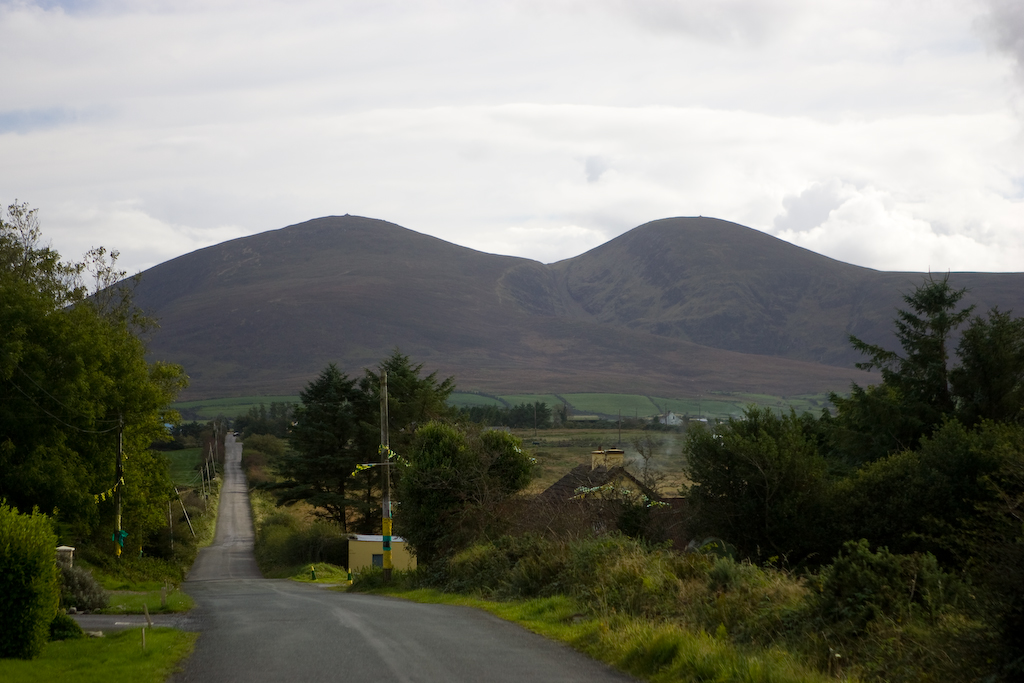
Les dont la forme rappelle une poitrine et est associée à la fertilité dans le folklore irlandais.

En Irlande, dans le comté de Kerry, deux montagnes appelées Paps of Anu (en) (« les Seins d’Anu ») en l'honneur d'Anna font également référence à Dana. L'endroit est lié à des coutumes de fertilité et d'abondance. De nombreux autres lieux semblent nommés d'après Dana tels que des rivières ou encore Dane Hills (en). Le nom irlandais du Corleck Hill (en), Sliabh na Trí nDée Dána, signifie la colline des trois dieux de Dana, ses trois fils.

## Dana, Anna et Dôn
De nombreuses sources présentent des confusions particulièrement fortes entre Dana (Danu) et Anna (Anu), déesse britonnique. Les chercheurs considèrent que Dana et Anna correspondent à une même divinité dont les correspondances sont très nombreuses. L'antériorité de l'une par rapport à l'autre n'est pas déterminée, mais les caractéristiques et attributs sont identiques. Une association similaire est proposée avec la divinité galloise Dôn, cependant la confusion entre Dana et Anna est particulièrement forte.
La correspondance concerne également les titres qui lui sont attribués, les pouvoirs magiques, ainsi que les lieux qui leur sont dédiés. Pour MacLeod : « tout ceci démontre que Dan[a] et An[na] ne font qu'une seule et même divinité ». Il avance également qu'il est tout à fait probable qu'aucun des deux noms soient mutuellement antérieurs puisque l'un (Danu) est étymologiquement associé à un pouvoir lié aux rivières et le second (Anu) signifie l'abondance. Il pourrait s'agir de deux noms différents. Les divinités celtiques portent effectivement plusieurs noms et titres correspondant à leurs pouvoirs respectifs.

## Dans la culture populaire

### Littérature
- Dans La mythologie celte (2011) de Michèle Mira Pons, est abordé le mythe des quatre objets des Tuatha Dé Danann.

### Art contemporain
- Dana est l'une des 1 038 femmes dont le nom figure sur le socle de l'œuvre artistique contemporaine The Dinner Party de Judy Chicago. Elle y est associée à la Déesse de la fertilité, deuxième convive de l'aile I de la table[32].

### Musique
- Le groupe Tuatha de Danann utilise le nom de la tribu comme nom de groupe.
- Dans la chanson Trova Di Danú Tuatha du groupe De Dannan.
- Dans La chanson La Tribu de Dana du groupe Manau, extraite de leur premier album Panique celtique (1998), qui deviendra tube de l'été cette année-là en France.
- Dans la chanson Halloween de Jacques Higelin, tirée de l'album Amor Doloroso (2006), en référence à la déesse Dana.
- Le groupe Sonata Arctica fait référence à Dana dans plusieurs chansons, telle que Letter to Dana.

### Bande dessinée et manga
- Dans le comic book Thor #386 (décembre 1986) édité par Marvel Comics, on voit la première apparence des divinités celtiques dans l'univers Marvel, dont Dana.
- Dans le manga Bersek (tome 39), apparaît un personnage du nom de Dana, ayant une apparence divine.
- La déesse Danu est un personnage récurrent de la bande dessinée Sláine.

### Anime
- Dans Full metal panic!, Tuatha de Danaan est le nom du sous-marin le plus avancé au monde.

### Jeux vidéo
- Dans Call of Duty: Black Ops 4 : dans le mode « Zombie », une statue montre l’apparence divine de Dana avec une couleur verte (clin d’œil à une couleur représentative des Celtes). La divinité est aussi énumérée et décrite par les personnages du jeu.